# アーネスト・ゴールド
アーネスト・ゴールド（Ernest Gold、本名：Ernst Sigmund Goldner、1921年7月13日 - 1999年3月17日）は、オーストリア生まれのアメリカの作曲家。

## 生涯
ウィーン出身。6歳でピアノとヴァイオリンを、8歳で作曲を習い始め、13歳でオペラを作曲した。
1938年、オーストリアがナチス・ドイツに併合されると、父方の祖父がユダヤ人だった彼は家族と共にアメリカに移住した。
1945年からコロンビア ピクチャーズで働いた後、スタンリー・クレイマーに見出され、彼が製作・監督した作品の音楽を数多く手がけるようになる。
『渚にて』で第17回ゴールデングローブ賞 作曲賞、『栄光への脱出』で第33回アカデミー賞ドラマ・コメディ映画音楽賞と第3回グラミー賞 映画・テレビサウンドトラック部門を受賞した。
1950年から1969年までは歌手のマーニ・ニクソンと結婚しており、彼女との間に3人の子供をもうけた。3人の子供のうち、長男のアンドリュー・ゴールドはシンガーソングライターとして活動し、「ロンリー・ボーイ」（1977年、全米7位）などをヒットさせている。
1999年3月17日、脳梗塞のため死去。77歳没。

## 主なフィルモグラフィ
- 『拳銃の嵐』 - Old Los Angeles (1949年)
- 『叫ぶ頭蓋骨』 - The Screaming Skull (1958年)
- 『手錠のまゝの脱獄』 - The Defiant One (1958年)
- 『ターザンの激闘』 - Tarzan's Fight for Life (1958年)
- 『都会のジャングル』 - The Young Philadelphians (1959年)
- 『決戦珊瑚海』 - Battle of the Coral Sea (1959年)
- 『渚にて』 - On the Beach (1959年)
- 『風の遺産』 - Inherit the Wind (1960年)
- 『栄光への脱出』 - Exodus (1960年)
- 『ガン・ファイター』 - The Last Sunset (1961年)
- 『ニュールンベルグ裁判』 - Judgment at Nuremberg (1961年)
- 『おかしなおかしなおかしな世界』 - It's a Mad Mad Mad Mad World (1963年)
- 『愛の奇跡』 - A Child is Waiting (1963年)
- 『愚か者の船』 - Ship of Fools (1965年)
- 『サンタ・ビットリアの秘密』 - The Secret of Santa Vittoria (1969年)
- 『戦争のはらわた』 - Cross of Iron (1977年)
- 『おかしな泥棒 ディック&ジェーン』 - Fun with Dick and Jane (1977年)
- 『さよならミス・ワイコフ』 - Good Luck, Miss Wyckoff (1979年)
- 『伝説のボクサー/ロッキー・マルシアーノ』 - Marciano (1979年) テレビ映画
- The Runner Stumbles (1979年)
- 『トム・ホーン』 - Tom Horn (1980年)
- 『爆笑!サファリ3000』 - Safari 3000 (1982年)